# Grete Ingeborg Nykkelmo
Grete Ingeborg Nykkelmo (ur. 25 grudnia 1961 w Trondheim) – norweska biathlonistka oraz biegaczka narciarska, czterokrotna medalistka mistrzostw świata w biathlonie oraz czterokrotna medalistka mistrzostw świata w narciarstwie klasycznym.

## Kariera
Początkowo uprawiała lekkoatletykę – w 1980 zdobyła złoty medal mistrzostw Norwegii w biegu przełajowym. Pierwsze międzynarodowe sukcesy odnotowała jako biegaczka narciarska. W Pucharze Świata w biegach narciarskich zadebiutowała w sezonie 1981/1982. Tylko raz znalazła się w pierwszej dziesiątce zawodów i zakończyła ten sezon na 14. miejscu w klasyfikacji generalnej. Pierwszy raz na podium stanęła w sezonie 1984/1985 zajmując drugie miejsce w biegu na 10 km. W tym samym sezonie jeszcze trzykrotnie stawała na podium, za każdym razem na drugim miejscu. Te wyniki pozwoliły zająć jej drugą pozycję w klasyfikacji generalnej sezonu, co było jej najlepszym końcowym wynikiem w Pucharze Świata. W 1985 roku wystartowała na mistrzostwach świata w Seefeld zdobywając indywidualnie złoty medal w biegu na 20 km techniką klasyczną oraz brązowe medale w biegach na 5 km stylem klasycznym i 10 km techniką dowolną. W dwóch ostatnich biegach musiała uznać wyższość zwyciężczyni, swej rodaczki, Anette Bøe oraz dwukrotnie drugiej na mecie Marji-Liisy Kirvesniemi z Finlandii. Wystąpiła także na mistrzostwach świata w Lahti w 1989 roku zajmując 15. miejsce w biegu na 30 km techniką dowolną. Łącznie dziewięciokrotnie stawała na podium zawodów PŚ, w tym dwukrotnie zwyciężała. Nigdy nie startowała w biegach podczas igrzysk olimpijskich. W 1991 roku porzuciła ostatecznie biegi na rzecz biathlonu.
W Pucharze Świata w biathlonie zadebiutowała w sezonie 1989/1990. Wystartowała wtedy na mistrzostwach świata w Oslo, Kontiolahti i Mińsku w 1990 roku, gdzie zdobyła wspólnie z Anne Elvebakk i Elin Kristiansen srebrny medal w sztafecie. Zajęła ponadto szóste miejsce w biegu drużynowym oraz 21. miejsce w sprincie. Rok później, podczas mistrzostw świata w Lahti zdobyła złoty medal w sprincie oraz srebrne w sztafecie oraz biegu indywidualnym, w którym lepsza okazała się jedynie Petra Schaaf z Niemiec. W 1992 wystartowała na igrzyskach olimpijskich w Albertville. Nie zdobyła tam medalu, w swoim najlepszym starcie, w biegu indywidualnym zajęła zaledwie 18. miejsce. Były to pierwsze i ostatnie igrzyska w jej karierze.
Za swoje osiągnięcia w biathlonie i biegach otrzymała nagrodę Egebergs Ærespris w 1990 roku.
Jej mąż Vegard Ulvang również reprezentował Norwegię w biegach narciarskich.

## Osiągnięcia w biathlonie

### Igrzyska olimpijskie
| Rok  | Miejscowość | Konkurencje | Konkurencje | Konkurencje | Konkurencje | Konkurencje | Konkurencje | Konkurencje |
| Rok  | Miejscowość | IN          | SP          | PU          | MS          | RL          | MR          | SR          |
| ---- | ----------- | ----------- | ----------- | ----------- | ----------- | ----------- | ----------- | ----------- |
| 1992 | Albertville | 18.         | 31.         | nd.         | nd.         | –           | nd.         | –           |

### Mistrzostwa świata
| Rok  | Miejscowość | Konkurencje | Konkurencje | Konkurencje | Konkurencje | Konkurencje | Konkurencje | Konkurencje |
| Rok  | Miejscowość | IN          | SP          | PU          | MS          | RL          | MR          | SR          |
| ---- | ----------- | ----------- | ----------- | ----------- | ----------- | ----------- | ----------- | ----------- |
| 1990 | Oslo        | –           | 21.         | nd.         | nd.         | 2.          | nd.         | –           |
| 1991 | Lahti       | 2.          | 1.          | nd.         | nd.         | 2.          | nd.         | –           |
| 1992 | Nowosybirsk | nd.         | nd.         | nd.         | nd.         | nd.         | nd.         | –           |

### Puchar Świata

#### Miejsca w klasyfikacji końcowej
| Sezon     | Miejsce |
| --------- | ------- |
| 1989/1990 | 43.     |
| 1990/1991 | 16.     |
| 1991/1992 | 6.      |

#### Miejsca na podium chronologicznie
| Lp. | Dzień       | Rok  | Miejscowość | Konkurencja                | Lokata | Pudła   | Czas biegu | Strata  | Zwycięzca          |
| --- | ----------- | ---- | ----------- | -------------------------- | ------ | ------- | ---------- | ------- | ------------------ |
| 1.  | 26 stycznia | 1991 | Anterselva  | Sprint na 7,5 km           | 2.     | 1+3     | 24:04,9    | +24,6   | Anne Elvebakk      |
| 2.  | 19 lutego   | 1991 | Lahti       | Sprint na 7,5 km           | 1.     | 0+1     | 30:01,9    | –       | –                  |
| 3.  | 24 lutego   | 1991 | Lahti       | Bieg indywidualny na 15 km | 2.     | 1+2+0+1 | 55:14,9    | +1:58,5 | Petra Behle        |
| 4.  | 9 marca     | 1991 | Oslo        | Sprint na 7,5 km           | 1.     | 1+3     | 27:04,2    | –       | –                  |
| 5.  | 25 stycznia | 1991 | Anterselva  | Sprint na 7,5 km           | 2.     | 0+2     | 24:21,7    | +6,6    | Swietłana Dawydowa |
| 6.  | 6 marca     | 1992 | Oslo        | Bieg indywidualny na 15 km | 3.     | 1+2+0+1 | 1:06:56,4  | +47,5   | Anfisa Riezcowa    |
| 7.  | 21 marca    | 1992 | Nowosybirsk | Sprint na 7,5 km           | 2.     | 0+0     | 23:41,2    | +21,0   | Anfisa Riezcowa    |

## Osiągnięcia w biegach

### Mistrzostwa świata
| Miejsce | Dzień       | Rok  | Miejscowość      | Konkurencja             | Czas biegu | Strata  | Zwyciężczyni |
| ------- | ----------- | ---- | ---------------- | ----------------------- | ---------- | ------- | ------------ |
| 3.      | 19 stycznia | 1985 | Seefeld in Tirol | 10 km stylem dowolnym   | 30:54,8    | +3,2 s  | Anette Bøe   |
| 3.      | 21 stycznia | 1985 | Seefeld in Tirol | 5 km stylem klasycznym  | 15:14,8    | +12,0 s | Anette Bøe   |
| 2.      | 23 stycznia | 1985 | Seefeld in Tirol | Sztafeta 4 × 5 km       | 1:04:50,1  | +8,7 s  | ZSRR         |
| 1.      | 26 stycznia | 1985 | Seefeld in Tirol | 20 km stylem klasycznym | 59:19,1    | -       | -            |
| 15.     | 25 lutego   | 1989 | Lahti            | 30 km stylem dowolnym   | 1:29:59,7  | ?       | Jelena Välbe |

### Puchar Świata

#### Miejsca w klasyfikacji generalnej
- sezon 1981/1982: 14.
- sezon 1982/1983: 20.
- sezon 1983/1984: 15.
- sezon 1984/1985: 2.
- sezon 1985/1986: 29.
- sezon 1986/1987: 9.
- sezon 1988/1989: 37.
- sezon 1990/1991: 33.

#### Zwycięstwa w zawodach
| Nr | Dzień       | Rok  | Miejscowość      | Konkurencja             | Czas biegu |
| -- | ----------- | ---- | ---------------- | ----------------------- | ---------- |
| 1. | 26 stycznia | 1985 | Seefeld in Tirol | 20 km stylem klasycznym | 59:19,1    |
| 2. | 20 grudnia  | 1986 | Cogne            | 20 km stylem dowolnym   | ?          |

#### Miejsca na podium
| Nr | Dzień       | Rok  | Miejscowość      | Konkurencja             | Czas biegu | Strata  | Miejsce | Zwycięzca      |
| -- | ----------- | ---- | ---------------- | ----------------------- | ---------- | ------- | ------- | -------------- |
| 1. | 18 grudnia  | 1984 | Davos            | 10 km stylem klasycznym | ?          | ?       | 2       | Berit Aunli    |
| 2. | 19 stycznia | 1985 | Seefeld in Tirol | 10 km stylem dowolnym   | 30:54,8    | +3,2    | 3       | Anette Bøe     |
| 3. | 21 stycznia | 1985 | Seefeld in Tirol | 5 km stylem klasycznym  | 15:14,8    | +11,8 s | 3       | Anette Bøe     |
| 4. | 26 stycznia | 1985 | Seefeld in Tirol | 20 km stylem klasycznym | 59:19,1    | -       | 1       | -              |
| 5. | 14 lutego   | 1985 | Klingenthal      | 10 km stylem klasycznym | ?          | ?       | 2       | Anette Bøe     |
| 6. | 9 marca     | 1985 | Falun            | 10 km stylem klasycznym | ?          | ?       | 3       | Anette Bøe     |
| 7. | 16 marca    | 1985 | Oslo             | 20 km stylem klasycznym | ?          | ?       | 2       | Anette Bøe     |
| 8. | 13 grudnia  | 1986 | Val di Sole      | 5 km stylem klasycznym  | ?          | ?       | 3       | Brit Pettersen |
| 9. | 20 grudnia  | 1986 | Cogne            | 20 km stylem dowolnym   | ?          | -       | 1       | -              |